# Tourelle du Canoubier
La tourelle du Canoubier est une marque cardinale (Ouest) située à proximité de l'entrée du Vieux-Port de Marseille, entre les îles d'Endoume et l'île d'If. Elle est voisine du Feu de Sourdaras.
Construite en 1833, elle serait la première marque construite sur un écueil sous-marin.

## Témoignages
« Sèche nommée le Canoubiez. 
Dans la route directe du château-d'If au port de Marseille, il y a deux roches sous l'eau ; la plus voisine du château d'If en est éloignée d'environ quatre à cinq cent toises, et s'appelle la Sourdara, sur laquelle il n'y a que trois pieds d'eau ; à cent toises de celle-ci, en avançant sur la même ligne, est la sèche le Canoubiez, sur laquelle il n'y a ordinairement qu'un pied d'eau. Comme ces loches se trouvent dans le milieu du passage, allant du château-d'If à l'isle de Daume, il est important d'observer, les remarques mises ci-après, pour servir à les reconnaître et à les éviter. »
— Henri Michelot, 1805

## A proximité
- La Désirade (feu)